# Conseil de gouvernement de l'Ambazonie
Le Conseil de gouvernement de l'Ambazonie (en anglais ; Ambazonia Governing Council, AGovC), est un mouvement séparatiste des régions anglophones du Cameroun. Le mouvement est connu comme étant plus « dur » par rapport à d'autres mouvements séparatistes majeurs, et peu disposé à s'engager avec les fédéralistes. 
Au départ, sa relation avec le gouvernement intérimaire de l'Ambazonie (IG) est tendue, mais celle-ci évolue après la crise du leadership ambazonien. L'AGovC s'allie officiellement à la faction du IG loyale au premier président de l'Ambazonie, Sisiku Julius Ayuk Tabe.

## Histoire
L'AGovC est créé en 2013 par la fusion de plusieurs mouvements indépendantistes, notamment la Ligue de la jeunesse du Cameroun méridional (SCYL), le Conseil national du Cameroun méridional (SCNC), le Mouvement pour la restauration du Cameroun méridional (SCARM) et l'Organisation des peuples du Cameroun méridional (SCAPO). Il est dirigé par l'ancien secrétaire général de la Ligue des jeunes du Cameroun méridional (LJCM), Lucas Ayaba Cho.
L'AGovC joue un rôle clé dans le déclenchement du conflit séparatiste qui oppose des milices séparatistes ambazoniennes et les forces armées camerounaises. 
Le 9 septembre 2017, l'AGovC déclare le déploiement des Forces de défense de l'Ambazonie (FDA) dans les régions anglophones du Cameroun et le lancement d'opérations de combat en vue de l'indépendance de l'Ambazonie. Trois semaines plus tard, le Front uni du consortium Ambazonie-Cameroun méridional (prédécesseur du gouvernement intérimaire de l'Ambazonie, désormais IG) déclare l'indépendance, mais ne soutient pas la lutte armée que l'AGovC a initiée, préférant la désobéissance civile et une campagne diplomatique. Cette position devait changer par la suite[réf. nécessaire].
L'AGovC reste en dehors de l'IG, avec lequel il entretient des relations compliquées. Néanmoins, après des réticences initiales, le gouvernement intérimaire de l'Ambazonie soutient la branche armée de l'AGovC, les Forces de défense de l'Ambazonie. 
En mars 2019, l'AGovC refuse de participer à la Conférence générale du peuple du Cameroun méridional à Washington. Cependant, il participe à un atelier à Bruxelles en mai 2019, qui s'est terminé par la promesse de tous les mouvements indépendantistes ambazoniens - y compris l'AGovC - de mettre de côté leurs différences idéologiques et de former un front commun. 
En juin, l'AGovC se range du côté d'Ayuk Tabe contre Samuel Ikome Sako lorsqu'une crise de leadership éclate au sein du gouvernement intérimaire de l'Ambazonie.
En août 2019, il s'allie officiellement à la faction dirigée par Ayuk Tabe. En juillet 2020, cependant, lorsque des responsables camerounais rencontrent Ayuk Tabe pour discuter d'un cessez-le-feu, l'AGov rejoint la faction dirigée par Sako, soutenue par le gouvernement intérimaire de l'Ambazonie. Le Conseil de gouvernement de l'Ambazonie déclare alors que les prisonniers ne peuvent pas négocier.
Au début de l'année 2021, après le déclenchement d'une insurrection dans le sud-est du Nigeria, le Conseil de gouvernement de l'Ambazonie conclue une alliance formelle avec les séparatistes biafrais, dirigés par Nnamdi Kanu. L'AGovC déclare qu'il soutiendra les Camerounais qui prendraient les armes pour renverser Paul Biya. L'alliance entre le Conseil de gouvernement de l'Ambazonie et les séparatistes biafrais ne fait pas l'unanimité au sein des séparatistes car elle est dénoncée par le gouvernement intérimaire de l'Ambazonie ainsi que par d'autres groupes séparatistes biafrais.